# Bretagne Classic de 2017
A 81.º edição da Bretagne Classic desenvolveu-se em 27 de agosto de 2017. Fez parte do calendário UCI World Tour de 2017 em categoria 1.uwT.

## Equipas
| Equipes WorldTeam (18)- AG2R La Mondiale - Cannondale-Drapac - FDJ - Astana - Lotto NL-Jumbo - BMC Racing Team - Bahrain-Merida - Bora-Hansgrohe - Dimension Data - Lotto-Soudal - Movistar Team - Quick-Step Floors - Orica-Scott - Katusha-Alpecin - Sky - UAE Team Emirates - Team Sunweb - Trek-Segafredo Equipes profissionais Continentais (7)- Direct Énergie - Bardiani CSF - Fortuneo-Oscaro - Cofidis, Solutions Crédits - Wilier Triestina-Selle Italia - Wanty-Groupe Gobert - Delko Marseille Provence KTM |
| |

## Classificações

### Classificação final
| \| Classificação geral \| Classificação geral \| Classificação geral \| Classificação geral \| Classificação geral \| \| Ciclista \| Ciclista \| Equipe \| Tempo \| \| \| ------------------- \| -------------------- \| -------------------------- \| ------------------- \| ------------------- \| \| 1. \| Elia Viviani \| Team Sky \| 5h51m39s \| \| \| 2. \| Alexander Kristoff \| Katusha-Alpecin \| + 0s \| \| \| 3. \| Sonny Colbrelli \| Bahrain-Merida \| + 0s \| \| \| 4. \| Sep Vanmarcke \| Cannondale-Drapac \| + 0s \| \| \| 5. \| Michael Matthews \| Team Sunweb \| + 0s \| \| \| 6. \| Ruben Guerreiro \| Trek-Segafredo \| + 0s \| \| \| 7. \| Edvald Boasson Hagen \| Dimension Data \| + 0s \| \| \| 8. \| Nacer Bouhanni \| Cofidis, Solutions Crédits \| + 0s \| \| \| 9. \| Simone Consonni \| UAE Team Emirates \| + 0s \| \| \| 10. \| Greg Van Avermaet \| BMC Racing Team \| + 0s \| \| |                      |                            |          |
| |                      |                            |          |
| Fonte: ProCyclingStats |                      |                            |          |
| Classificação geral |                      |                            |          |
| Ciclista | Ciclista             | Equipe                     | Tempo    |
| 1. | Elia Viviani         | Team Sky                   | 5h51m39s |
| 2. | Alexander Kristoff   | Katusha-Alpecin            | + 0s     |
| 3. | Sonny Colbrelli      | Bahrain-Merida             | + 0s     |
| 4. | Sep Vanmarcke        | Cannondale-Drapac          | + 0s     |
| 5. | Michael Matthews     | Team Sunweb                | + 0s     |
| 6. | Ruben Guerreiro      | Trek-Segafredo             | + 0s     |
| 7. | Edvald Boasson Hagen | Dimension Data             | + 0s     |
| 8. | Nacer Bouhanni       | Cofidis, Solutions Crédits | + 0s     |
| 9. | Simone Consonni      | UAE Team Emirates          | + 0s     |
| 10. | Greg Van Avermaet    | BMC Racing Team            | + 0s     |

## Lista dos participantes
- Pronto de saída completa

| Legenda | Legenda                                                                          | Legenda | Legenda                                              |
| ------- | -------------------------------------------------------------------------------- | ------- | ---------------------------------------------------- |
| Num     | Jersey de saída levada pelo corredor Bretagne Classic                            | Pos     | Posição à chegada da corrida                         |
|         | Indica uma camisola de campeão nacional ou mundial, conforme a sua especialidade | NP      | Indica um corredor que não tomou a saída da corrida  |
| AB      | Indica um corredor que não terminou a corrida                                    | HD      | Indica um corredor terminou a etapa fora de controle |

| AG2R La Mondiale ALM                   | AG2R La Mondiale ALM     | AG2R La Mondiale ALM |
| -------------------------------------- | ------------------------ | -------------------- |
| Num                                    | Corredor                 | Pos                  |
| 1                                      | Oliver Naesen (BEL)      |                      |
| 2                                      | Rudy Barbero (FRA)       |                      |
| 3                                      | François Bidard (FRA)    |                      |
| 4                                      | Gediminas Bagdonas (LTU) |                      |
| 5                                      | Ben Gastauer (LUX)       |                      |
| 6                                      | Nans Peters (FRA)        |                      |
| 7                                      | Christophe Riblon (FRA)  |                      |
| 8                                      | Cyril Gautier (FRA)      |                      |
| Director desportivo : Stéphane Goubert |                          |                      |

| Cannondale-Drapac CDT                | Cannondale-Drapac CDT     | Cannondale-Drapac CDT |
| ------------------------------------ | ------------------------- | --------------------- |
| Num                                  | Corredor                  | Pos                   |
| 11                                   | Alberto Bettiol (ITA)     |                       |
| 12                                   | Patrick Bevin (NZL)       |                       |
| 13                                   | Sebastian Langeveld (NED) |                       |
| 14                                   | Ryan Mullen (IRL)         |                       |
| 15                                   | Pierre Rolland (FRA)      |                       |
| 16                                   | Dylan van Baarle (NED)    |                       |
| 17                                   | Sep Vanmarcke (BEL)       |                       |
| 18                                   | Taylor Phinney (USA)      |                       |
| Director desportivo : Fabrizio Guidi |                           |                       |

| FDJ                               | FDJ                       | FDJ |
| --------------------------------- | ------------------------- | --- |
| Num                               | Corredor                  | Pos |
| 21                                | Davide Cimolai (ITA)      |     |
| 22                                | Jacopo Guarnieri (ITA)    |     |
| 23                                | Arnaud Démare (FRA)       |     |
| 24                                | David Gaudu (FRA)         |     |
| 25                                | Matthieu Ladagnous (FRA)  |     |
| 26                                | Olivier Le Gac (FRA)      |     |
| 27                                | Benoît Vaugrenard (FRA)   |     |
| 28                                | Ignatas Konovalovas (LTU) |     |
| Director desportivo : Marc Madiot |                           |     |

| Astana Pro Team AST                  | Astana Pro Team AST       | Astana Pro Team AST |
| ------------------------------------ | ------------------------- | ------------------- |
| Num                                  | Corredor                  | Pos                 |
| 31                                   | Zhandos Bizhigitov (KAZ)  |                     |
| 32                                   | Riccardo Minali (ITA)     |                     |
| 33                                   | Daniil Fominykh (KAZ)     |                     |
| 34                                   | Oscar Gatto (ITA)         |                     |
| 35                                   | Andriy Grivko (UKR)       |                     |
| 36                                   | Moreno Moser (ITA)        |                     |
| 37                                   | Michael Valgren (DEN)     |                     |
| 38                                   | Truls Engen Korsæth (NOR) |                     |
| Director desportivo : Stefano Zanini |                           |                     |

| Lotto NL-Jumbo TLJ                  | Lotto NL-Jumbo TLJ       | Lotto NL-Jumbo TLJ |
| ----------------------------------- | ------------------------ | ------------------ |
| Num                                 | Corredor                 | Pos                |
| 41                                  | Enrico Battaglin (ITA)   |                    |
| 42                                  | Martijn Keizer (NED)     |                    |
| 43                                  | Tom Leezer (NED)         |                    |
| 44                                  | Paul Martens (GER)       |                    |
| 45                                  |                          |                    |
| 46                                  | Bram Tankink (NED)       |                    |
| 47                                  | Victor Campenaerts (BEL) |                    |
| 48                                  | Alexey Vermeulen (USA)   |                    |
| Director desportivo : Merijn Zeeman |                          |                    |

| BMC Racing BMC                     | BMC Racing BMC             | BMC Racing BMC |
| ---------------------------------- | -------------------------- | -------------- |
| Num                                | Corredor                   | Pos            |
| 51                                 | Silvan Dillier (SUI)       |                |
| 52                                 | Jempy Drucker (LUX)        |                |
| 53                                 | Amaël Moinard (FRA)        |                |
| 54                                 | Michael Schär (SUI)        |                |
| 55                                 | Dylan Teuns (BEL)          |                |
| 56                                 | Greg Van Avermaet (BEL)    |                |
| 57                                 | Danilo Wyss (SUI)          |                |
| 58                                 | Nathan Van Hooydonck (BEL) |                |
| Director desportivo : Valerio Piva |                            |                |

| Bahrain-Merida TBM                     | Bahrain-Merida TBM      | Bahrain-Merida TBM |
| -------------------------------------- | ----------------------- | ------------------ |
| Num                                    | Corredor                | Pos                |
| 61                                     | Yukiya Arashiro (JPN)   |                    |
| 62                                     | David Per (SLO)         |                    |
| 63                                     | Niccolò Bonifazio (ITA) |                    |
| 64                                     | Borut Božič (SLO)       |                    |
| 65                                     | Sonny Colbrelli (ITA)   |                    |
| 66                                     | Heinrich Haussler (AUS) |                    |
| 67                                     | Enrico Gasparotto (ITA) |                    |
| 68                                     | Luka Pibernik (SLO)     |                    |
| Director desportivo : Philippe Mauduit |                         |                    |

| Bora-Hansgrohe BOH               | Bora-Hansgrohe BOH      | Bora-Hansgrohe BOH |
| -------------------------------- | ----------------------- | ------------------ |
| Num                              | Corredor                | Pos                |
| 71                               | Pascal Ackermann (GER)  |                    |
| 72                               | Sam Bennett (IRL)       |                    |
| 73                               | Maciej Bodnar (POL)     |                    |
| 74                               | Marcus Burghardt (GER)  |                    |
| 75                               | Erik Baška (SVK)        |                    |
| 76                               | Juraj Sagan (SVK)       |                    |
| 77                               | Lukas Pöstlberger (AUT) |                    |
| 78                               | Rüdiger Selig (GER)     |                    |
| Director desportivo : Jens Zemke |                         |                    |

| Dimension Data DDD                            | Dimension Data DDD         | Dimension Data DDD |
| --------------------------------------------- | -------------------------- | ------------------ |
| Num                                           | Corredor                   | Pos                |
| 81                                            | Natnael Berhane (ERI)      |                    |
| 82                                            | Edvald Boasson Hagen (NOR) |                    |
| 83                                            | Nathan Haas (AUS)          |                    |
| 84                                            | Ryan Gibbons (RSA)         |                    |
| 85                                            | Kristian Sbaragli (ITA)    |                    |
| 86                                            | Jacobus Venter (RSA)       |                    |
| 87                                            | Johann van Zyl (RSA)       |                    |
| 88                                            | Jay Robert Thomson (RSA)   |                    |
| Director desportivo : Jean-Pierre Heynderickx |                            |                    |

| Lotto-Soudal LTS                       | Lotto-Soudal LTS         | Lotto-Soudal LTS |
| -------------------------------------- | ------------------------ | ---------------- |
| Num                                    | Corredor                 | Pos              |
| 91                                     | Tosh Van der Sande (BEL) |                  |
| 92                                     | Sean De Bie (BEL)        |                  |
| 93                                     | Tony Gallopin (FRA)      |                  |
| 94                                     | Moreno Hofland (NED)     |                  |
| 95                                     | Nikolas Maes (BEL)       |                  |
| 96                                     | Jasper De Buyst (BEL)    |                  |
| 97                                     | Jelle Vanendert (BEL)    |                  |
| 98                                     | Tim Wellens (BEL)        |                  |
| Director desportivo : Frederik Willems |                          |                  |

| Movistar MOV                            | Movistar MOV           | Movistar MOV |
| --------------------------------------- | ---------------------- | ------------ |
| Num                                     | Corredor               | Pos          |
| 101                                     | Héctor Carretero (ESP) |              |
| 102                                     | Dayer Quintana (COL)   |              |
| 103                                     | Carlos Barbero (ESP)   |              |
| 104                                     | Daniele Bennati (ITA)  |              |
| 105                                     | Gorka Izagirre (ESP)   |              |
| 106                                     | Jasha Sütterlin (GER)  |              |
| 107                                     | Jesús Herrada (ESP)    |              |
| 108                                     | José Herrada (ESP)     |              |
| Director desportivo : José Luis Arrieta |                        |              |

| Quick-Step Floors                | Quick-Step Floors        | Quick-Step Floors |
| -------------------------------- | ------------------------ | ----------------- |
| Num                              | Corredor                 | Pos               |
| 111                              | Gianluca Brambilla (ITA) |                   |
| 112                              | Laurens De Plus (BEL)    |                   |
| 113                              | Dries Devenyns (BEL)     |                   |
| 114                              | Julien Vermote (BEL)     |                   |
| 115                              | Philippe Gilbert (BEL)   |                   |
| 116                              | Pieter Serry (BEL)       |                   |
| 117                              | Zdeněk Štybar (CZE)      |                   |
| 118                              | Petr Vakoč (CZE)         |                   |
| Director desportivo : Tom Steels |                          |                   |

| Orica-Scott                           | Orica-Scott               | Orica-Scott |
| ------------------------------------- | ------------------------- | ----------- |
| Num                                   | Corredor                  | Pos         |
| 121                                   | Michael Albasini (SUI)    |             |
| 122                                   | Simon Gerrans (AUS)       |             |
| 123                                   | Daryl Impey (RSA)         |             |
| 124                                   | Caleb Ewan (AUS)          |             |
| 125                                   | Luka Mezgec (SLO)         |             |
| 126                                   | Alexander Edmondson (AUS) |             |
| 127                                   | Mitchell Docker (AUS)     |             |
| 128                                   | Mathew Hayman (AUS)       |             |
| Director desportivo : Laurenzo Lapage |                           |             |

| Direct Énergie DEN                     | Direct Énergie DEN     | Direct Énergie DEN |
| -------------------------------------- | ---------------------- | ------------------ |
| Num                                    | Corredor               | Pos                |
| 131                                    | Thomas Boudat (FRA)    |                    |
| 132                                    | Lilian Calmejane (FRA) |                    |
| 133                                    | Paul Ourselin (FRA)    |                    |
| 134                                    | Bryan Coquard (FRA)    |                    |
| 135                                    | Fabien Grellier (FRA)  |                    |
| 136                                    | Romain Sicard (FRA)    |                    |
| 137                                    | Perrig Quéméneur (FRA) |                    |
| 138                                    | Angélo Tulik (FRA)     |                    |
| Director desportivo : Benoît Génauzeau |                        |                    |

| Katusha-Alpecin KAT                 | Katusha-Alpecin KAT          | Katusha-Alpecin KAT |
| ----------------------------------- | ---------------------------- | ------------------- |
| Num                                 | Corredor                     | Pos                 |
| 141                                 | Jenthe Biermans (BEL)        |                     |
| 142                                 | Jhonatan Restrepo (COL)      |                     |
| 143                                 |                              |                     |
| 144                                 | Alexander Kristoff (NOR)     |                     |
| 145                                 | Viatcheslav Kouznetsov (RUS) |                     |
| 146                                 | Rick Zabel (GER)             |                     |
| 147                                 | Baptiste Planckaert (BEL)    |                     |
| 148                                 | Mads Würtz Schmidt (DEN)     |                     |
| Director desportivo : Claudio Cozzi |                              |                     |

| Bardiani CSF BRD                      | Bardiani CSF BRD        | Bardiani CSF BRD |
| ------------------------------------- | ----------------------- | ---------------- |
| Num                                   | Corredor                | Pos              |
| 151                                   | Vincenzo Albanese (ITA) |                  |
| 152                                   | Nicola Boem (ITA)       |                  |
| 153                                   | Mirco Maestri (ITA)     |                  |
| 154                                   | Marco Maronese (ITA)    |                  |
| 155                                   | Lorenzo Rota (ITA)      |                  |
| 156                                   | Paolo Simion (ITA)      |                  |
| 157                                   | Simone Velasco (ITA)    |                  |
| 158                                   | Luca Wackermann (ITA)   |                  |
| Director desportivo : Stefano Zanatta |                         |                  |

| Team Sky SKY                          | Team Sky SKY             | Team Sky SKY |
| ------------------------------------- | ------------------------ | ------------ |
| Num                                   | Corredor                 | Pos          |
| 161                                   | Owain Doull (GBR)        |              |
| 162                                   | Michał Gołtemś (POL)     |              |
| 163                                   | Tao Geoghegan Hart (GBR) |              |
| 164                                   | Philip Deignan (IRL)     |              |
| 165                                   | Michał Kwiatkowski (POL) |              |
| 166                                   | Danny van Poppel (NED)   |              |
| 167                                   | Elia Viviani (ITA)       |              |
| 168                                   | Łukasz Wiśniowski (POL)  |              |
| Director desportivo : Brett Lancaster |                          |              |

| UAE Emirates UAD                    | UAE Emirates UAD        | UAE Emirates UAD |
| ----------------------------------- | ----------------------- | ---------------- |
| Num                                 | Corredor                | Pos              |
| 171                                 | Simone Consonni (ITA)   |                  |
| 172                                 | Valerio Conti (ITA)     |                  |
| 173                                 | Kristijan Đurasek (CRO) |                  |
| 174                                 | Marco Marcato (ITA)     |                  |
| 175                                 | Simone Petilli (ITA)    |                  |
| 176                                 | Edward Ravasi (ITA)     |                  |
| 177                                 | Oliviero Troia (ITA)    |                  |
| 178                                 | Diego Ulissi (ITA)      |                  |
| Director desportivo : Orlando Maini |                         |                  |

| Fortuneo-Oscaro TFO                | Fortuneo-Oscaro TFO     | Fortuneo-Oscaro TFO |
| ---------------------------------- | ----------------------- | ------------------- |
| Num                                | Corredor                | Pos                 |
| 181                                | Élie Gesbert (FRA)      |                     |
| 182                                | Romain Hardy (FRA)      |                     |
| 183                                | Kévin Ledanois (FRA)    |                     |
| 184                                | Daniel McLay (GBR)      |                     |
| 185                                | Laurent Pichon (FRA)    |                     |
| 186                                | Florian Vachon (FRA)    |                     |
| 187                                | Anthony Delaplace (FRA) |                     |
| 188                                | Arnaud Gérard (FRA)     |                     |
| Director desportivo : Roger Tréhin |                         |                     |

| Cofidis                           | Cofidis                  | Cofidis |
| --------------------------------- | ------------------------ | ------- |
| Num                               | Corredor                 | Pos     |
| 191                               | Nacer Bouhanni (FRA)     |         |
| 192                               | Dimitri Claeys (BEL)     |         |
| 193                               | Christophe Laporte (FRA) |         |
| 194                               | Cyril Lemoine (FRA)      |         |
| 195                               | Florian Sénéchal (FRA)   |         |
| 196                               | Julien Simon (FRA)       |         |
| 197                               | Nicolas Edet (FRA)       |         |
| 198                               | Clément Venturini (FRA)  |         |
| Director desportivo : Didier Rous |                          |         |

| Sunweb SUN                         | Sunweb SUN             | Sunweb SUN |
| ---------------------------------- | ---------------------- | ---------- |
| Num                                | Corredor               | Pos        |
| 201                                | Nikias Arndt (GER)     |            |
| 202                                | Roy Curvers (NED)      |            |
| 203                                | Simon Geschke (GER)    |            |
| 204                                | Michael Matthews (AUS) |            |
| 205                                | Ramon Sinkeldam (NED)  |            |
| 206                                | Bert De Backer (NED)   |            |
| 207                                | Mike Teunissen (NED)   |            |
| 208                                | Albert Timmer (NED)    |            |
| Director desportivo : Luke Roberts |                        |            |

| Trek-Segafredo TFS                   | Trek-Segafredo TFS    | Trek-Segafredo TFS |
| ------------------------------------ | --------------------- | ------------------ |
| Num                                  | Corredor              | Pos                |
| 211                                  | Ruben Guerreiro (POR) |                    |
| 212                                  | Fabio Felline (ITA)   |                    |
| 213                                  | Marco Coledan (ITA)   |                    |
| 214                                  | Bauke Mollema (NED)   |                    |
| 215                                  | Mads Pedersen (DEN)   |                    |
| 216                                  | Grégory Rast (SUI)    |                    |
| 217                                  | Kiel Reijnen (USA)    |                    |
| 218                                  | Jasper Stuyven (BEL)  |                    |
| Director desportivo : Alain Gallopin |                       |                    |

| Wilier Triestina-Selle Italia WIL    | Wilier Triestina-Selle Italia WIL | Wilier Triestina-Selle Italia WIL |
| ------------------------------------ | --------------------------------- | --------------------------------- |
| Num                                  | Corredor                          | Pos                               |
| 221                                  | Eugert Zhupa (ALB)                |                                   |
| 222                                  | Jakub Mareczko (POL)              |                                   |
| 223                                  | Matteo Busato (ITA)               |                                   |
| 224                                  | Alberto Cecchin (ITA)             |                                   |
| 225                                  | Manuel Belletti (ITA)             |                                   |
| 226                                  | Jacopo Mosca (ITA)                |                                   |
| 227                                  | Filippo Pozzato (ITA)             |                                   |
| 228                                  |                                   |                                   |
| Director desportivo : Luca Amoriello |                                   |                                   |

| Wanty-Groupe Gobert WGG                        | Wanty-Groupe Gobert WGG | Wanty-Groupe Gobert WGG |
| ---------------------------------------------- | ----------------------- | ----------------------- |
| Num                                            | Corredor                | Pos                     |
| 231                                            | Guillaume Martin (FRA)  |                         |
| 232                                            | Frederik Backaert (BEL) |                         |
| 233                                            | Fabien Doubey (FRA)     |                         |
| 234                                            | Xandro Meurisse (BEL)   |                         |
| 235                                            | Yoann Offredo (FRA)     |                         |
| 236                                            | Simone Antonini (ITA)   |                         |
| 237                                            | Andrea Pasqualon (ITA)  |                         |
| 238                                            | Marco Minnaard (NED)    |                         |
| Director desportivo : Hilaire Van der Schueren |                         |                         |

| Delko Marseille Provence KTM DMP          | Delko Marseille Provence KTM DMP | Delko Marseille Provence KTM DMP |
| ----------------------------------------- | -------------------------------- | -------------------------------- |
| Num                                       | Corredor                         | Pos                              |
| 241                                       | Gatis Smukulis (LAT)             |                                  |
| 242                                       | Julien El Fares (FRA)            |                                  |
| 243                                       | Delio Fernández (ESP)            |                                  |
| 244                                       | Romain Combaud (FRA)             |                                  |
| 245                                       | Mauro Finetto (ITA)              |                                  |
| 246                                       | Quentin Pacher (FRA)             |                                  |
| 247                                       | Thierry Hupond (FRA)             |                                  |
| 248                                       | Ángel Madrazo (ESP)              |                                  |
| Director desportivo : Freddy Lecarpentier |                                  |                                  |